# Густаво Дуланто
Густаво Дуланто (ісп. Gustavo Dulanto, нар. 5 вересня 1995, Ліма) — перуанський футболіст, захисник молдовського клубу «Шериф».

## Ігрова кар'єра
Народився 5 вересня 1995 року в місті Ліма. Займався футболом у місцевих командах «Спортінг Крістал», «Універсідад Сан-Мартін» та «Фрама», а 2011 року відправився до академії аргентинського «Росаріо Сентраль».
У вересні 2014 року Дуланто повернувся на батьківщину, уклавши контракт з «Універсітаріо де Депортес». Дебютував на професійному рівні 1 травня 2015 року, зігравши у матчі чемпіонату Перу проти «Уніона Комерсіо» (0:1), в якому був вилучений з поля. Він забив свій перший гол за клуб 2 серпня у домашній грі проти «Реала Гарсільясо» (1:1). Всього за команду Дуланто взяв участь у 17 матчах чемпіонату, але основним гравцем так і не став.
22 грудня 2016 року Дуланто перейшов у УТК (Кахамарка), де провів весь наступний рік, після чого став гравцем іншого місцевого клубу «Куско», провівши там півтора роки.
7 липня 2019 року Дуланто приєднався до португальської «Боавішти» і відіграв за клуб з Порту наступні півтора сезони своєї ігрової кар'єри, зігравши за цей час лише 10 ігор Прімейри, забивши 2 голи.
У лютому 2021 року Дуланто підписав контракт з «Шерифом», з яким того ж року став чемпіоном Молдови. Станом на 29 серпня 2021 року відіграв за тираспольський клуб 13 матчів в національному чемпіонаті.

## Титули і досягнення
- Чемпіон Молдови (2):

«Шериф»: 2020-21, 2021-22
- Володар Кубка Молдови (1):

«Шериф»: 2021-22
- Володар  Кубка Латвії (1):

«Рига»: 2023

## Особисте життя
Його батько, Альфонсо Дуланто, також був футболістом і грав за збірну Перу на Кубках Америки 1995 та 1997 років.